# Régine Wèrè Gazaro
Régine Wèrè Gazaro, née Palouki le 6 octobre 1958 à Kara, est une femme politique togolaise.

## Biographie

### Enfance et formations
Régine Wèrè Gazaro commence ses études supérieures à l'université de Kara.

## Carrière
Régine Wèrè Gazaro est jusqu'en 2018, année de sa retraite, fonctionnaire de Organisation africaine de la propriété intellectuelle. Avant cela, elle est ministre du bien-être social et de la solidarité nationale chargée des  droits de l’homme du 14 septembre 1992 au 25 mai 1994 dans le gouvernement du général Gnassingbé Eyadema,.